# Stavkirke
Uma stavkirke (stavkirke, em norueguês), também chamada de igreja de colunas ou igreja de madeira é um tipo de igreja em madeira que era construída durante a Idade Média.

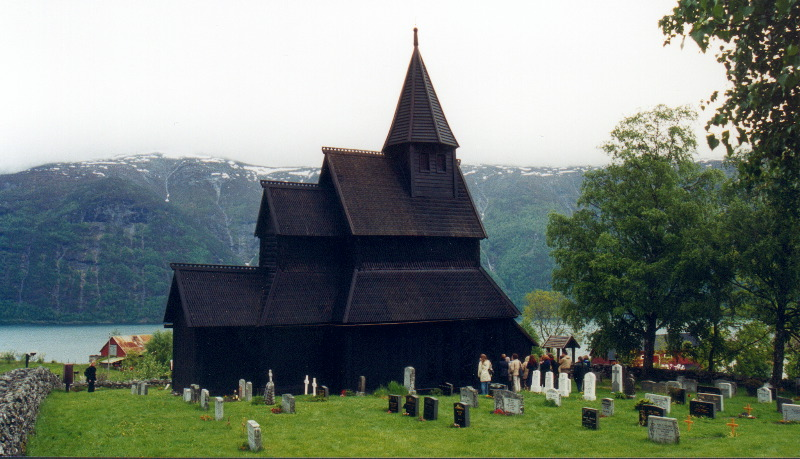
A igreja de madeira de Urnes, em Sogn og Fjordane, na Noruega, listada como Patrimônio Mundial da UNESCO.

A maioria das igrejas de madeira originais foram construídas na Noruega. Das mais de 1000 igrejas da Idade Média, ainda existem umas 30.